# Патрон (покровитель)
Патрон — у Стародавньому Римі — багата, впливова особа, звичайно патрицій, що брала під своє заступництво вільних незаможних або неповноправних римських громадян.
Пізніше — небесний покровитель людини за християнськими віруваннями.